# Забуслаев, Павел Юрьевич
Павел Юрьевич Забуслаев (род. 11 мая 1978, Санкт-Петербург) — российский и казахстанский волейболист, российский волейбольный тренер. Мастер спорта России, мастер спорта Республики Казахстан международного класса (оба звания — по пляжному волейболу).

## Биография
Родился и начал заниматься волейболом в Санкт-Петербурге. В 1997—1999 выступал за команды Санкт-Петербурга и Ленинградской области в соревнованиях по классическому и пляжному волейболу, в том числе в суперлиге чемпионата России в составе «Автомобилиста» (1997—1998). В 1997 в паре в Д.Радзимовским стал победителем молодёжного чемпионата Европы по пляжному волейболу в хорватском Загребе, а в 1998 (с Радзимовским) и в 1999 (с О.Киселёвым) выигрывал бронзовые награды чемпионатов России.
В 2001 году переехал в Казахстан по приглашению главного тренера сборной страны по пляжному волейболу Ивана Иорданиди и в том же году в паре с Д.Воробьёвым выиграл чемпионат Казахстана, а через год повторил этот успех. Также в Казахстане выступал за команды по классическому волейболу «Семей» и «Атырау» и в 2001 стал обладателем Кубка, а в 2003 — «золота» чемпионата страны.
В 2001—2007 выступал за сборную Казахстана по пляжному волейболу на чемпионате Азии (2003 — 3-е место) и в Мировой серии. Партнёрами Забуслаева кроме Д.Воробьёва также были П.Саулко и А.Сидоренко.
В 2008 вернулся в Россию. В 2009—2010 один сезон отыграл за «Динамо-ЛО» в высшей лиге «А» чемпионата России, после чего завершил игровую карьеру.
С 2012 года — на тренерской работе. Работал ассистентом главных тренеров в женских командах «Северсталь»/«Северянка» (Череповец), «Динамо» (Краснодар) и «Олимп» (Куйбышев Новосибирской области). В 2016—2018 — главный тренер «Северянки»-3. В 2021 году (после двух лет работы старшим тренером) назначен главным тренером краснодарского «Динамо».

## Игровая карьера

### Классический волейбол
- 1997—1998 —  «Автомобилист» (Санкт-Петербург);
- 1998—1999 —  «Нейтрон» (Сосновый Бор);
- 2001—2002 —  «Семей» (Семипалатинск);
- 2002—2003 —  «Атырау» (Атырау);
- 2009—2010 —  «Динамо-ЛО» (Сосновый Бор).

### Пляжный волейбол
- 1997—1999 —  «Невский Синдикат» (Санкт-Петербург);
- 2001—2007 —  «Казахтелеком» (Капшагай);
- 2008 —  «Динамо-Янтарь» (Калининград).

### Со сборными
- 1997 —  молодёжная сборная России по пляжному волейболу (в паре с Д.Радзимовским);
- 1998—2001 —  сборная России по пляжному волейболу (в паре с Д.Радзимовским и О.Киселёвым);
- 2001—2007 —  сборная Казахстана по пляжному волейболу (в паре с Д.Воробьёвым, П.Саулко, А.Сидоренко);

## Тренерская карьера

### С женскими клубами
- 2012—2013 — «Северсталь» (Череповец) — тренер;
- 2013—2014 — «Динамо» (Краснодар) — тренер;
- 2014—2016 — «Северянка» (Череповец) — старший тренер;
- 2016—2018 — «Северянка»-3 (Череповец) — главный тренер;
- 2018—2019 — «Олимп» (Новосибирская область) — старший тренер;
- 2019—2025 — «Динамо» (Краснодар) — старший тренер (2019—2021), главный тренер (с 2021);

## Игровые достижения

### Классический волейбол
- чемпион Казахстана 2003.
- победитель розыгрыша Кубка Казахстана 2021.

### Пляжный волейбол
- двукратный бронзовый призёр чемпионатов России — 1998 (в паре с Д.Родзимовским), 1999 (в паре с О.Киселёвым).
- двукратный чемпион Казахстана — 2001, 2002 (в паре с Д.Воробьёвым).
- чемпион Европы среди молодёжных команд 1997 (в паре с Д.Родзимовским).
- серебряный (2003) и бронзовый (2004) призёр чемпионатов Азии (в паре с П.Саулко).